# تشرو تانارو
تشرو تانارو (بالإيطالية: Cerro Tanaro)‏ هي بلدة وبلدية في مقاطعة أستي في إقليم بييمونتي في جنوب إيطاليا.

## السكان
في سنة 1861 بلغ عدد السكان 1٬209 نسمة، وتطور العدد ليصل في سنة 2011 لـ 670 نسمة.
يظهر هذا المخطط البياني تطور النمو السكاني لـ تشرو تانارو